# Aadu Must
Aadu Must, född 25 mars 1951 i Pärnu, död 20 juli 2023, var en estnisk historiker och politiker. Han var ledamot i Tartus kommunfullmäktige och Riigikogu (estniska parlamentet).
Must tog 1976 examen i historia från universitetet i Tartu och doktorerade i ämnet 1985. Han var sedan dess verksam som lärare och forskare vid universitetet, från 1976 till 1993 i allmän historia och från 1993 i arkivkunskap. Han var från 1987 till 1997 biträdande professor och sedan 1997 ordinarie professor i arkivkunskap. 1991 var han chef för Republiken Estlands informationsbyrå i Stockholm.
1996 blev han medlem i Estlands centrumparti. Han var ordförande för Tartus kommunfullmäktige från 2001 till 2007.